# Collège fédéré
Un collège fédéré (ou école fédérée) est une institution d'enseignement supérieur qui est fédérée avec une entité plus large, généralement une université. Le collège conserve une part de son indépendance, mais il est placé sous l'autorité de l'université.
Ce modèle de gouvernance est inspiré de la fédération politique, où l'exercice du pouvoir est partagé entre un État fédéral et des États fédérés (parfois appelés provinces ou régions).

## Royaume-Uni
Les écoles et collèges fédérés de l'Université de Londres, par exemple, jouissent d'une très forte autonomie, qui leur permet de choisir leurs critères d'admission ou de négocier directement des subventions avec le gouvernement britannique. Seule l'université est en revanche habilitée à délivrer les diplômes.
L'université d'Oxford est l'une des plus anciennes universités ayant adopté cette organisation, suivie par l'université de Cambridge : les collèges y sont chargés de l'enseignement, de l'hébergement et de la vie étudiante, tandis que l'université gère les examens et diplômes.

## Canada
L'Université de Toronto et l'Université Laurentienne, au Canada, ont également adopté une structure fédérale, mais leurs collèges fédérés ont une autonomie beaucoup moins importante que ceux de l'Université de Londres.
Historiquement, les collèges fédérés sont souvent d'anciennes institutions indépendantes qui ont rejoint plus tard une institution plus importante installée à proximité, telles Trinity College et l'Université de Toronto.
Cette organisation fédérale est généralement réservée aux universités (et à leurs collèges constituants) ; quelques rares établissements d'enseignement secondaire s'organisent cependant en une telle structure.

## Source
- (en) Cet article est partiellement ou en totalité issu de l’article de Wikipédia en anglais intitulé « Federated school » (voir la liste des auteurs).